# Chlorek glinu
Chlorek glinu, AlCl
3 – nieorganiczny związek chemiczny, sól kwasu solnego i glinu. Jest białym ciałem stałym (produkty handlowe mogą mieć zabarwienie żółte). Związek bezwodny dymi na powietrzu z powodu hydrolizy spowodowanej parą wodną. Jest kwasem Lewisa i stosowany jest głównie jako katalizator w reakcji Friedla-Craftsa.

## Struktura
W stanie stałym chlorek glinu ma budowę krystaliczną o strukturze warstwowej, w której glin ma liczbę koordynacyjną 6. W stanie ciekłym i gazowym (poniżej 400 °C) jest dimerem, Al
2Cl
6, zaś w wysokiej temperaturze przyjmuje formę monomeru, AlCl
3 (forma wyłączna powyżej 800 °C), o strukturze płaskiej.

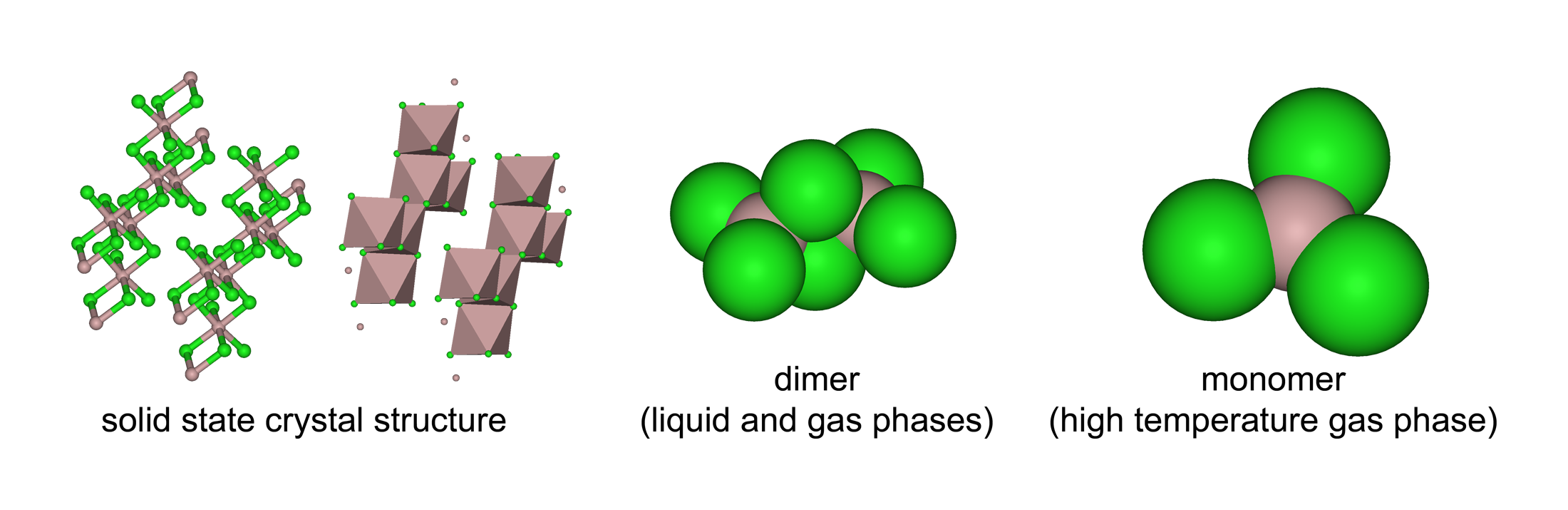
Trójwymiarowe struktury chlorku glinu

Heksahydrat ma charakter soli kompleksowej [Al(H
2O)
6]Cl
3.

## Otrzymywanie
Bezwodny chlorek glinu otrzymuje się m.in. w reakcji glinu z chlorem lub chlorowodorem:
2Al + 3Cl
2 → 2AlCl
3 (podstawowa metoda przemysłowa)
2Al + 6HCl → 2AlCl
3 + 3H
2
Inną metodą przemysłową jest chlorowanie tlenku glinu mieszaniną chloru i tlenku węgla.
Heksahydrat można uzyskać rozpuszczając tlenek glinu w kwasie solnym, a w formie krystalicznej – przepuszczając HCl przez nasycony roztwór związku.

## Właściwości fizyczne
Chlorek glinu przy ogrzewaniu pod normalnym ciśnieniem sublimuje przy 180 °C. Pod zwiększonym ciśnieniem topi się w temperaturze ok. 192 °C, czemu towarzyszy gwałtowny spadek przewodnictwa elektrycznego i wzrost objętości o 85%. Wynika to ze zmiany struktury podczas przemiany fazowej.

## Właściwości chemiczne
Chlorek glinu reaguje bardzo gwałtownie z wodą tworząc heksahydrat, AlCl
3·6H
2O, hydrolizujący do tlenochlorku glinu, AlClO, i kwasu solnego, w wyniku czego roztwór ma charakter silnie kwasowy. Ogrzewanie heksahydratu prowadzi do wydzielenia chlorowodoru, pary wodnej i tlenku glinu (Al
2O
3).
Chlorek glinu jest kwasem Lewisa, ze względu na występowanie nieobsadzonego walencyjnego orbitalu 3p atomu glinu w cząsteczce AlCl
3. Z zasadami Lewisa tworzy kompleksy, np.:
AlCl
3 + Cl−
 → [AlCl
4]−

AlCl
3 + :NH
3 → H
3N→AlCl
3
Także powstawanie dimeru 2AlCl
3 → Al
2Cl
6 jest reakcją typu kwas Lewisa + zasada Lewisa.

## Zastosowanie
Chlorek glinu stosuje się jako katalizator w syntezie organicznej (np. w reakcji Friedla-Craftsa):

Reakcja Friedla-Craftsa z udziałem chlorku glinu jako katalizatora

Jest on również stosowany do wyrobu papieru pergaminowego, a także w garbarstwie i medycynie.